# Hans Hagemeyer

Hans Hagemeyer

Johann Gerhard „Hans“ Hagemeyer (* 30. März 1899 in Hemelingen; † 10. Oktober 1993 in Walsrode) war ein deutscher Politiker und zur Zeit des Nationalsozialismus Beauftragter des NSDAP-Parteiideologen Alfred Rosenberg für Schrifttumsfragen. Als Leiter der Reichsstelle zur Förderung des deutschen Schrifttums (ab 1933) und Leiter im Amt „Schrifttumspflege“ (1934–43) in der Dienststelle von Rosenberg war der gelernte Kaufmann in führenden Positionen an der politischen Gleichschaltung der Literaturszene im NS-Staat beteiligt. 
Da seine Dienststellen – im Unterschied zum Propagandaministerium und zur Reichsschrifttumskammer – nicht über staatliche Exekutivrechte verfügten und daher keine direkten Verbote erteilen konnten, blieben deren literaturpolitische Rahmensetzungen eingeschränkt. Auf parteiamtlicher Ebene war seine Reichsstelle hingegen die einflussreichste Kontroll- und Aufsichtsbehörde für die deutschsprachige Literatur in jener Zeit. Ihr Hauptkonkurrent war die Parteiamtliche Prüfungskommission zum Schutze des nationalsozialistischen Schrifttums (PPK). 
Am 30. Januar 1939 erhielt Hagemeyer das Goldene Parteiabzeichen der NSDAP ehrenhalber. Während des Zweiten Weltkriegs war Hagemeyer Inspekteur im Einsatzstab Reichsleiter Rosenberg (ERR) und von 1942 bis 1944 Leiter der im Amt Rosenberg neu eingerichteten antijüdischen Hauptstelle „Überstaatliche Mächte“. Gegen Kriegsende sah Rosenberg ihn zunehmend kritisch.

## Weimarer Republik
Hagemeyer besuchte nach der Volksschule ein Realgymnasium. Nach dem Abitur arbeitete er drei Jahre in der Landwirtschaft und studierte anschließend an der Universität Jena die Fächer Landwirtschaft und Nationalökonomie. Er brach sein Studium 1923 ab und begann eine kaufmännische Lehre in Bremen. Nach der Lehre arbeitete er als Prokurist in der Firma seines Vaters. Zum 1. Januar 1931 trat er der NSDAP bei (Mitgliedsnummer 449.205) und war ab Sommer 1931 Mitarbeiter in der Wirtschaftspolitischen Abteilung der NS-Reichsleitung von Otto Wagener. 1932 wurde er Gauwirtschaftsreferent von Julius Streicher in Nürnberg.
Parallel dazu arbeitete er ab Anfang 1932 als Leiter des Nachrichtenamtes in Rosenbergs Kampfbund für deutsche Kultur (KfdK) in Nürnberg; ab Mai desselben Jahres übte er die Funktion des Landesleiters des KfdK in Nordbayern-Franken aus.

## Nationalsozialismus

### Reichsstelle zur Förderung des deutschen Schrifttums
Im Zuge der „Machtergreifung“ der Nationalsozialisten erteilte ihm Rosenberg im Februar 1933 den Auftrag, in Nürnberg eine „Buchberatungsstelle“ des KfdK einzurichten. Diese konnte in der Folgezeit allerdings nur eine äußerst bescheidene Bedeutung erlangen. Am 11. Mai 1933 berichtete der Fränkische Kurier, dass Hagemeyer vom KfdK zum Hauptredner bei einer Bücherverbrennung in Nürnberg bestellt worden sei und dort „die Flammen wider den unterdeutschen Geist“ besungen habe. Wenige Tage zuvor, im April 1933, war Hagemeyer in den Nürnberger Stadtrat nachgerückt, wobei er dort für die „Dezernate Theater, Verwaltungsrat Handelshochschule, Verkehrsverein“ zuständig war.
Am 16. Juni 1933 gründete Hagemeyer mit anderen Mitgliedern des KfdK – namentlich Alfred Baeumler, Hanns Johst, Hellmuth Langenbucher, Rainer Schlösser sowie Gotthard Urban – die „Reichsstelle zur Förderung des deutschen Schrifttums“ (RFdS) mit Sitz in Leipzig. Am 1. August 1933 wurde der Sitz dieser Reichsstelle, deren Ursprung auf die fachlich und regional begrenzte Nürnberger Buchberatungsstelle zurückzuführen ist, nach Berlin verlegt. Die Adresse war „Oranienburger Straße 79“. Hagemeyer übernahm die Leitung der RFdS; sein Stellvertreter war von 1933 bis 1936 Hellmuth Langenbucher. Die von der RFdS erstellten Gutachten bildeten fortan die Grundlage für die Bewertung der anderen für die NS-Literaturpolitik zuständigen Lenkungsämter. Hagemeyers Hauptlektoren waren unter anderen Alfred Baeumler und Walter Gross für den Bereich Rassenkunde, Georg Usadel (Jugendschriften), Falk Ruttke (Bevölkerungspolitik), Hans Gänßbauer (Medizin) sowie Kurt Mayer (Sippenforschung). Hauptlektoren im Bereich Germanistik waren Franz Koch und Arthur Hübner. Für die Vorgeschichte war Hans Reinerth zuständig. In einem Schreiben an den NS-Lehrerbund (NSLB) vom 1. November 1933 bezeichnete Hagemeyer die RFdS als „eine inoffizielle Abteilung des Reichsministeriums für Volksaufklärung und Propaganda“ und erklärte, dass mit dem von Wilhelm Frick geleiteten Reichsinnenministerium eine „Arbeitsgemeinschaft“ bestehe. Noch im selben Monat einigte sich die RFdS mit den Schrifttumsstellen des NSLB und der Reichsjugendführung dahingehend, dass fortan die Jugendliteratur von der RFdS einer „Begutachtung“ unterzogen werde.
Am 17. März 1934, nachdem das Propagandaministerium vergeblich versucht hatte, die Reichsstelle für sich zu vereinnahmen, und ihr daraufhin den Geldhahn zudrehte, informierte Hagemeyer Rosenberg schriftlich, dass „wenn ich nicht bis Ende des Monats Klarheit über den Etat habe, ich die Liquidation der Reichsstelle beantragen muß“. Am 1. April 1934 wurde die RFdS aus dem Propagandaministerium ausgegliedert und dem am 6. Juni 1934 gegründeten Amt des „Beauftragten des Führers für die Überwachung der gesamten geistigen und weltanschaulichen Erziehung der NSDAP“ (Amt Rosenberg; auch „Reichsüberwachungsamt“) unmittelbar unterstellt. Neben seiner Tätigkeit als Leiter der „Reichsstelle zur Förderung des deutschen Schrifttums“ arbeitete Hagemeyer ab Mai 1934 zudem als Sachbearbeiter im Bereich „Weltanschauliche Fragen“ in der Parteiamtlichen Prüfungskommission zum Schutze des nationalsozialistischen Schrifttums (PPK). Rosenberg hatte sich bereits im März 1934 erfolglos darum bemüht, die PPK in seine Dienststelle als ein Vorlektorat einzugliedern.
Ab 1934 veranstaltete Hagemeyers RFdS zur propagandistischen Verbreitung der nationalsozialistischen Ideologie und zur Profilierung gegenüber den staatlichen und parteiamtlichen Schrifttumsstellen die Bücherausstellungen „Ewiges Deutschland. Deutsches Schrifttum aus 15 Jahrhunderten“ (1934) und „Das wehrhafte Deutschland“ (1935). Ab 1936 wurden diese Ausstellungen vom „Amt Schrifttumspflege“ organisiert. Die erste trug den Titel „Das politische Deutschland“ (1936). Weitere waren: „Nürnberg, die deutsche Stadt. Von der Stadt der Reichstage zur Stadt der Reichsparteitage“ (1937), „Europas Schicksalskampf im Osten“ (1938), „Frau und Mutter – Lebensquelle des Volkes“ (1939) und „Deutsche Größe“ (1940). Die Begleitbände zu den Ausstellungen erschienen zum Teil im Hoheneichen-Verlag, der ab Oktober 1938 zum „weltanschaulich-wissenschaftlichen Verlag“ ausgebaut wurde.
Ab 1935 versuchte Hagemeyer durch intensive Werbemaßnahmen mit der zentralen Schrift seiner RFdS, die bis 1944 im Bayreuther Gauverlag Bayerische Ostmark monatlich herausgegebene Rezensions-Zeitschrift Bücherkunde der Reichsstelle zur Förderung des deutschen Schrifttums, „alle indirekten und direkten Mittler des deutschen Schrifttums, sowie sonstwie literarisch Interessierte“ zu erreichen. Vor allem die Gau- und Kreisschrifttumsbeauftragten der Reichsstelle wurden auf dieses Ziel verpflichtet, wobei sie neben dem regionalen Aufbau des Büchereiwesens der NSDAP auch die gesamte Schrifttumsarbeit in den Gauen und Kreisen zu beobachten, koordinieren und maßgeblich zu beeinflussen hatten. Als oberste Instanz im Organisationsgefüge der parteiamtlichen Lenkungsämter im Literaturbereich wurden der RFdS sämtliche staatlichen Volksbüchereien unterstellt. Die „Bücherkunde“ hatte im Übrigen auch eine „Schriftenreihe“ im Buchformat, verlegt im Hoheneichen-Verlag in München oder beim Engelhorn Verlag in Stuttgart.
Franz Theodor Hart, ein Mitarbeiter von Rosenberg, schrieb in der zweiten Auflage seines 1935 veröffentlichten Buchs, dass in der RFdS 400 Lektoren beschäftigt seien. Und er ergänzte: „Die Reichsstelle besitzt eine Übersicht über sämtliche deutsche Schriftsteller und Dichter, in der eine Grundlage geschaffen ist zur Verfassung der gesamten Geistesgeschichte Deutschlands, prüft das gesamte deutsche Schrifttum und hat die Kataloge für alle NS-Büchereien zusammengestellt.“ In einem undatierten Bericht sprach Hagemeyer bereits von 600 Lektoren, wobei an einem Tag bis zu 400 Bücher und im Jahr rund 10.000 Bücher und Manuskripte geprüft werden. Im Allgemeinen blieb der Öffentlichkeit der Umfang der systematischen Zensur verborgen. Allerdings brüstete sich Rosenberg im Februar 1936 öffentlich damit, dass Hagemeyers Reichsstelle allein 3.000 Manuskripte aus dem Bereich der Vorgeschichte geprüft habe. 1938 betrug die Zahl der Lektoren, die – wie die Buchwissenschaftlerin Ute Schneider konstatierte – „nichts anderes als Zensoren“ waren, rund 900.

### „Amt Schrifttumspflege“ in der Dienststelle von Rosenberg
Nachdem im Juni 1934 Rosenbergs Amt des „Beauftragten des Führers für die Überwachung der gesamten geistigen und weltanschaulichen Erziehung der NSDAP“ gegründet worden war, übernahm Hagemeyer die Leitung der „Hauptstelle ‚Schrifttumspflege‘“ (ab dem 1. April 1936 „Amt Schrifttumspflege“; ab Ende 1941 „Hauptamt Schrifttumspflege“). Diese Hauptstelle war in der Anfangszeit mit der Organisation der „Reichsstelle zur Förderung des deutschen Schrifttums“ völlig identisch, wobei die RFdS letztlich im „Amt Schrifttumspflege“ aufging. Die aus dem KfdK und dem „Reichsverband Deutsche Bühne“ im Juni 1934 neu hervorgegangene Nationalsozialistische Kulturgemeinde (NSKG) bildete die organisatorische Basis von Rosenbergs neuer Dienststelle insgesamt. Hagemeyer wurde so zugleich Leiter der Abteilung Schrifttumspflege der NSKG. In der Folgezeit blieb die NSKG vor allem mit dem „Amt Kunstpflege“ und „Amt Schrifttumspflege“ in Rosenbergs Überwachungsamt eng verzahnt. Im Frühjahr 1935 legte Rosenberg der Parteikanzlei den Entwurf einer Anordnung über die Abteilung Schrifttumspflege vor, aus dem hervorgeht, dass die Hauptstelle Schrifttumspflege in ein Amt umgewandelt werden soll. Die RFdS sollte sodann als das „ausführende Organ“ des neu geschaffenen Amtes tätig werden. Um März 1935 wurde – vermutlich in einer Entwurfsversion – mit dem Hauptamt für Erzieher des NSLB ein Übereinkommen schriftlich fixiert, dass das Amt in Hagemeyers Abteilung Schrifttumspflege das „Hauptlektorat für das gesamte pädagogische Schrifttum“ übernehmen soll. Unklar ist, ob dieses Übereinkommen auch umgesetzt wurde. Einem im Frühjahr 1936 verfassten internen Schreiben des NSLB sind die Fragen zu entnehmen, was eigentlich „für die Annahme des angebotenen Hauptlektorats für das gesamte pädagogische Schrifttum“ spreche und wie ein „Übereinkommen“ aussehen müsse. Im Oktober und November 1935 geriet Hagemeyer aufgrund seines „Organisationsfanatismus“ wiederholt in Konflikt mit dem Amt Kunstpflege. Walter Stang, Leiter dieses Amtes, beschwerte sich sowohl bei Rosenberg als auch bei Gotthard Urban.
Nachdem am 1. April 1936 Hagemeyers Hauptstelle den Status eines Amtes erhalten hatte, legte am 3. Juni 1936 eine nicht genannte „Persönlichkeit“ aus dem „Stab des Führers“ (StdF) Einspruch gegen die Ernennung Hagemeyers zum Amtsleiter der Reichsleitung ein. Die offizielle Beförderung von Hagemeyer vom „Hauptstellenleiter“ zum „Amtsleiter“ fand auf der Grundlage einer Anordnung Adolf Hitlers erst am 9. November 1937 statt. Schwerwiegender als Hagemeyers interne Konflikte im Amt Rosenberg waren indessen seine Probleme mit anderen NS-Institutionen, die in der Literaturpolitik tätig waren. Das gilt insbesondere für die PPK von Philipp Bouhler, die als Hauptkonkurrent von Hagemeyers Amt Schrifttumspflege in Erscheinung trat. Eine Folge der Querelen mit der PPK war, dass die seit 1934 bestehende Zusammenarbeit mit dem NSLB und der Reichsjugendführung bei der Herausgabe des Auswahlverzeichnisses Das Buch der Jugend 1938 eingestellt wurde. Der NSLB und die Reichsjugendführung gaben seitdem ein neues Verzeichnis heraus. Am 10. Dezember 1938 empfing Martin Bormann, Stabsleiter bei Rudolf Heß, sodann den Antrag, dass der „Wasserkopf“ des „125-köpfigen Verwaltungsapparats“ der PPK aufgelöst und deren Aufgaben an das Amt Schrifttumspflege übertragen werden sollen. Denn die PPK – so unter anderen die Begründung – sei mit dem ausschließlichen Auftrag gegründete worden, lediglich „Konjunkturliteratur“ zu verhindern. Nun aber sei die PPK eine Zensurstelle für fast „das ganze wesentliche deutsche Schrifttum“ und somit ein „Konkurrenzunternehmen“ zum Amt Schrifttumspflege.
Im Frühjahr 1939 dehnte die PPK ihre Tätigkeit auf den Bereich der Schulbuchprüfung aus, woraufhin Hagemeyer am 23. März 1939 an Rosenberg schrieb, dass entweder er selbst von der Schulbuchprüfung entbunden werde oder aber sich die PPK nicht mehr mit diesem Bereich befassen solle. Am 29. April 1939 sprach Philipp Bouhler, gleichsam Chef der Kanzlei des Führers, Bedenken gegenüber die verwendete Bezeichnung „Amt Schrifttumspflege der Reichsleitung der NSDAP“ aus und lehnte die von Hagemeyers Amt vorgelegten neuen Organisationsentwürfe als „unmöglich“ ab. Eine derart umfangreiche Organisation sei neben dem Hauptschulungsamt „völlig nutz- und sinnlos“. Hagemeyers Engagement, für die allgemeine kulturpolitische Entwicklung im NS-Staat über die parteiamtlichen Instrumente hinaus auch staatliche Befugnisse zu erhalten, schlug fehl. Die literaturpolitischen Rahmenbedingungen und Möglichkeiten seiner Dienststellen blieben somit eingeschränkt: Trotz mehrfacher Bemühungen erhielt weder seine „Reichsstelle“ noch die Hauptstelle „Schrifttumspflege“ eine direkte Verbotsgewalt oder staatliche Weisungsbefugnis, so dass die diesbezüglichen Grenzen vor allem im Bereich des Zensurwesens, der Berufszulassungen, Buchpropaganda sowie der Steuerung des Buchhandels und Verlagswesens häufig für ihn spürbar wurden. Noch 1943 beklagte er den „halboffiziellen Charakter“ seines Amtes.
Etwa ab 1938 arbeitete Hagemeyer an einer umfassenden amtlichen „Juden-Bibliographie“, die im August 1939 in einer vorläufigen Ausgabe mit den Anfangsbuchstaben S bis V der Nachnamen jüdischer Autoren gedruckt wurde. Die letzte Ausgabe bis zum Buchstaben Z wurde für Ende 1939 angekündigt. Mit Ausbruch des Zweiten Weltkriegs übernahm das Amt Schrifttumspflege ab Oktober 1939 die Organisation für die jährlich im Herbst durchgeführte „Büchersammlung der NSDAP für die deutsche Wehrmacht“. Die dabei von Privathaushalten gespendeten Bücher wurden selektiert; unerwünschtes Schrifttum, an das die Polizei und andere Staatsstellen sonst nicht herangekommen wären, wurde bei diesen Aktionen ausgesondert. Bereits 1935 hatte Hagemeyers Amt der Wehrmacht einhundert Buchvorschläge für „Urlaub, Reise und Unterhaltung“ gemacht; davon 39 Titel kriegerischen Inhalts.
Am 24. Januar 1940 verfasste Hagemeyer einen schrifttumspolitischen Plan, in dem er Rosenberg den Vorschlag unterbreitete, dass die Publikationen in drei große Aufgabengebiete zusammengefasst werden sollten: Der Bereich Kirche und Religion sollte dabei Matthes Ziegler unterstellt werden, die Sektion Forschung und Wissenschaft Alfred Baeumler und der Bereich Erziehung und Bildung ihm selbst. Andere Editoren, wie Werner Daitz und Georg Leibbrandt, hätten sich dann – wie er abschließend wünschte – zwingend an seinen Vorschlag zu halten. Im Jahre 1940 hatte Hagemeyers Amt Schrifttumspflege bereits eine beachtliche Größe erreicht: Insgesamt bestand das Amt zu diesem Zeitpunkt aus vier „Hauptstellen“ („Zentrallektorat“, „Auswertung“, „Einsatz“ und „Schrifttumsforschung“), untergliedert in insgesamt 21 „Stellen“, sowie – neben mehreren Hundert ehrenamtlichen Mitarbeitern – 27 fest angestellte Mitarbeiter. Hagemeyer direkt unterstellt waren die jeweiligen Leiter dieser Hauptstellen. Dazu gehörten Bernhard Payr (ab 1. Februar 1943 Peter von Werder) im „Zentrallektorat“, Hans-Georg Otto in der „Auswertung“, ab 1943 Wilhelm Stölting in der „Schrifttumsplanung“, Konrad Vogel in der „Auskunft“ sowie Gerhard Utikal in der Hauptstelle „Einsatz“. Utikal, der 1936 zum Amt Rosenberg gekommen war und 1937 Abteilungsleiter der Reichsstelle zur Förderung des deutschen Schrifttums wurde, leitete auch das Zentralamt des Einsatzstabes Reichsleiter Rosenberg (ERR), das sich neben dem Amt Rosenberg sowie dem Außenpolitischen Amt der NSDAP auf der Berliner Margaretenstraße 18 befand.

### Inspektionen im Einsatzstab Reichsleiter Rosenberg
Mit der Konstituierung des ERR wechselte eine Reihe von Mitarbeitern des Hauptamts Schrifttumspflege ihren Tätigkeitsbereich (wobei das Hauptamt durch die Sichtung, Bearbeitung und Weiterleitung an der Arbeit des ERR beteiligt blieb). Neben Hagemeyer, der fortan als „Inspektor“ im ERR arbeitete, und Utikal, gehörten dazu auch Gerhard Wunder, Herbert Clausberg und Hans-Wolfgang Ebeling. Am 29. August 1940, wenige Tage nachdem Hagemeyer in seiner Position als Leiter des Amtes Schrifttumspflege die neue Dienststelle des ERR in Paris besucht hatte, berichtete er Rosenberg schriftlich, dass bereits 500 Büchereien an das Oberkommando des Heeres abgegeben wurden. Nach ihm sollte, wie er vorschlug, der Pariser Einsatzstab in eine „bleibende Dienststelle Ihres Amtes“ umgewandelt werden.
Nachdem sich Hagemeyer seit 1936 vergeblich um ein Reichstagsmandat beworben hatte, rückte er im September 1941 für den verstorbenen Abgeordneten Gotthard Urban als Mitglied des Reichstags nach.

### Hauptamt „Überstaatliche Mächte“ in Rosenbergs Dienststelle
Am 22. April 1942 übernahm Hagemeyer in der Nachfolge von Matthes Ziegler, der auf eigenen Wunsch seine Arbeit im Amt „Weltanschauliche Information“ beendete, sowie in der Nachfolge von August Schirmer, dessen Stelle als Leiter im Amt „Juden- und Freimaurerfragen“ aufgrund seines Fortgangs zur Wehrmacht frei wurde, die Leitung des neu geschaffenen Hauptamts „Überstaatliche Mächte beim Beauftragten des Führers für die Überwachung der gesamten geistigen und weltanschaulichen Schulung und Erziehung der NSDAP“ in Rosenbergs Dienststelle. Primär sollte das Amt, so die Weisung von Rosenberg, der „Aktivierung der Judenbekämpfung“ dienen.
Kurz darauf, am 18. Juni 1942, ordnete Rosenberg an, dass Hagemeyer in seiner Position als Leiter des „Hauptamtes Schrifttumspflege“ von Bernhard Payr abgelöst werden soll. Da Payr zu diesem Zeitpunkt noch bei der Wehrmacht war, fand der Wechsel erst am 1. Februar 1943 statt. Am 26. März 1943 setzte Hagemeyer einen Brief an Heinrich Himmler auf, in welchem er ihm seine vornehmlichen Interessen als Leiter des neuen Amtes mitteilte. So schrieb er, dass er seine Aufgabe vor allem im „Aufgabengebiet der Bekämpfung des Bolschewismus einschließlich der Lehren, aus denen sich der Bolschewismus entwickelt“ habe, „also des Liberalismus und Marxismus“, sehe. Zudem zählte er „die geistige und weltanschauliche Beobachtung der europäischen Erneuerungskräfte im Hinblick auf ihre Beziehung zu den Überstaatlichen Mächten“ mit zu seinen Aufgaben.
Aus einem Aktenvermerk der Parteikanzlei vom 4. Juni 1943 geht hervor, dass sich Joseph Goebbels bezüglich des Aufgabengebiets „Überstaatliche Mächte“ in der Dienststelle Rosenberg bei Martin Bormann „über mangelnde Kenntnisse in der Judenfrage bei dem überwiegenden Teil der Schriftleiter“ beklagte. Goebbels teilte mit, dass er Hagemeyer für die Leitung des Aufgabengebiets „Überstaatliche Mächte“ nicht für geeignet hielt. Tatsächlich hatte Hagemeyer, als er sein neues Amt antrat, selbst kundgetan, dass er „besonders auf dem kirchenpolitischen Gebiet kein Fachmann“ sei. Am 13. Dezember 1943 setzte er ein Schreiben an Matthes Ziegler auf, mit dem er ihn zurückzugewinnen versuchte.
Am 17. März 1944 begegnete ihm Rosenberg mit scharfer Kritik an seiner Arbeit. Er erinnerte Hagemeyer daran, dass er ihm seit eineinhalb Jahren „zwei Aufgaben gestellt habe, die er durchführen solle, die erste sei die Bereitstellung von etwa 150 Kampfschriften für die Zeit nach dem Kriege und die zweite die Durchführung des antijüdischen Kongresses“. Hagemeyer wurde zudem von Kurd Kisshauer vom „Hauptamt Weltanschauliche Information“ in kontroverse Diskussionen um die Besetzung von Physik-Lehrstühlen hineingezogen. Das „Hauptamt Wissenschaft“ protestierte dagegen, prinzipiell solche Stellen nur an Gegner der Relativitätstheorie von Albert Einstein zu vergeben, weil dies der Rüstungsindustrie schaden würde, wobei ausdrücklich auf Werner Heisenberg Bezug genommen wurde. Am 15. Juni 1944 fertigte Hagemeyer einen Bericht an. Aus diesem geht hervor, dass er ein „Gästehaus für Judengegner“ in einem kleinen Hotel in Eppenhain im Taunus eingerichtet habe und der „Internationale Antjüdische Kongreß“ in Krakau für den Sommer geplant sei. Aufgrund der Kriegsereignisse wurde Hagemeyers Projekt indessen nicht mehr realisiert.
Anfang April 1944 nahm „Dienstleiter“ Hagemeyer als „Gast“ an der wichtigen Tagung der „Antijüdischen Aktionsstelle“ in Krummhübel unter Horst Wagner teil und hielt ein Referat, mit dem er den geplanten Kongress in Krakau vorstellte: Hagemeyer spricht über den internationalen antijüdischen Kongreß und seine Aufgaben. Er verfolge das Ziel, die europäischen Kräfte, die sich mit der Judenfrage befaßt haben, zu sammeln. Der Kongreß müsse politisch aufgezogen werden.
Am 18. August 1944 äußerte Helmut Stellrecht, seit 1941 Leiter der Hauptstelle „Lehrplanung“ im Amt Rosenberg, dass Rosenberg nach zwei Jahren ergebnislosen Experimentierens „in einer ungewöhnlich entschiedenen Form“ konkrete Arbeitsergebnisse von Hagemeyer verlangt habe. Noch am selben Tag, 18. August 1944, vermerkte die Parteikanzlei, dass Rosenberg mit Martin Bormann Kontakt bezüglich „einer eventuellen anderweitigen Verwendung“ von Hagemeyer aufgenommen habe.
Im September 1944 wurde Hagemeyers ehemaliges „Hauptamt Schrifttumspflege“ auf der Grundlage einer Verfügung von Bormann geschlossen, während seine „Reichsstelle zur Förderung des deutschen Schrifttums“ noch bis 1945 fortbestand. Im November 1944 beendete Hagemeyer seine Arbeit als Leiter des Hauptamts „Überstaatliche Mächte“. Die letzten Kriegswochen wurde das Hauptamt „Überstaatliche Mächte“ unter der Leitung von Heinrich Härtle vom Hauptamt Wissenschaft zusammen mit vier Referenten weitergeführt.

## Nachkriegszeit
Nach Ende des Zweiten Weltkrieges wurden sämtliche Schriften Hagemeyers in der Sowjetischen Besatzungszone auf die Liste der auszusondernden Literatur gesetzt.
Ab 1976 lebte Hagemeyer in Bremen als Rentner.